# Chondrosiidae
Chondrosiidae is een familie van sponsdieren uit de klasse van de Demospongiae (gewone sponzen). 

## Geslacht
- Chondrosia Nardo, 1847